# 自然七の和音

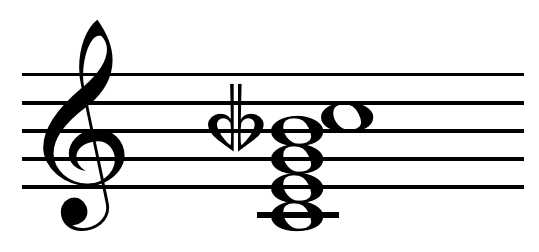
Cを根音とする自然七の和音 （平均律の場合）。自然七度音程は950セント。七度の音についている記号については英語版Wikipediaの「Flat (music)」の記事を参照。

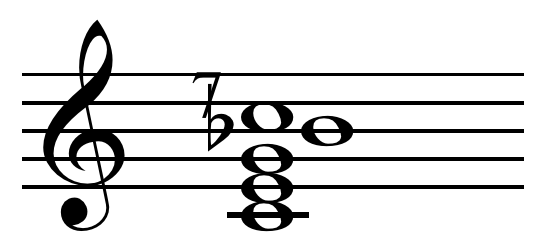
Cを根音とする自然七の和音（純正音程）. 自然七度音程は968.826セント。B♭よりも七の四分音だけ低い。

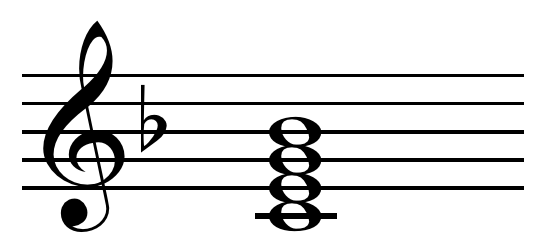
Cを根音とする属七の和音（C^{7}） 。自然七度音程は1000セント。フラットも参照のこと。

自然七の和音（しぜんななのわおん、英語: harmonic seventh chord）は、長三和音に自然七度音程（音程比7:4（968.826セント））を加えた和音である。この自然七度音程というものは、「通常の」 短七度（純正音程では9:5（1017.596セント）、平均律では1000セント（25/6:1）の音程比）よりもやや（約48.77セント、七の四分音）狭く、「より美しい質の」音程である。この自然七の和音を頻繁に使用するのがブルースやバーバーショップ音楽の決定的な特徴となっており、バーバーショップ音楽を行う人はこの和音を「バーバーショップの七度 (the barbershop seventh) 」と呼んでいる。バーバーショップ音楽は純正律で歌われる傾向にあるため、バーバーショップの七度を使った和音は、自然七の和音であると正しく呼べるかもしれない。また、自然七の和音は「ブルース風の」音楽にも広く使われている。自然七の和音は、ギター、ピアノなど平均律に調律されている楽器では演奏できず、代わりに属七の和音で頻繁に近似される。そのため、自然七の和音は属七の和音と呼ばれ、属七の和音と同じ記号で示されることがある（例：ブルース進行における「I7 - V7 - IV7」など）。 
自然七の和音をよく耳にする例として、欧米に関しては、現代になり「ハッピーバースデートゥーユー」の歌の最後に歌われようになった「and many more!」というフレーズの最後の「more」が挙げられる。この「more」は、通常は自然七の和音として歌われることが多い。
alpha scaleには、「7/4の転回形である8/7を使用した、極めて良い自然七の和音がある」  演奏。
属音上の自然七度音程は、掛留音に使うと主音から四度上の音程がずれてしまうため、掛留音として使わないことが推奨されている。 例えばハ長調の場合、Gの自然七度上のF（F7+）は、Cの完全四度上のF♮よりもアルキタスのコンマ（27.25セント）だけ低くなってしまう。

## バーバーショップの七度
バーバーショップの七和音。音階上の主音、三度、五度、そして半音低い七度からなる和音。これがバーバーショップ風アレンジの特徴である。バーバーショップの七和音が、それの根音より五度低い音を根音とする和音を続けるのに使われた場合、バーバーショップの七和音は属七の和音と呼ばれる。バーバーショップ音楽を行う人達は、バーバーショップの七和音のことを時々「meat 'n' taters な和音」（訳者注：meat 'n' tatersとは、ジャガイモ、オニオンリング、肉を下から順に重ねてその上にバターを散らしオーブンで焼き上げた料理のこと）と呼ぶことがある。19世紀から20世紀初頭、この和音は時々「短」和音と呼ばれることがあった（例えば、短「七の和音」と同じように）。—Averill 2003

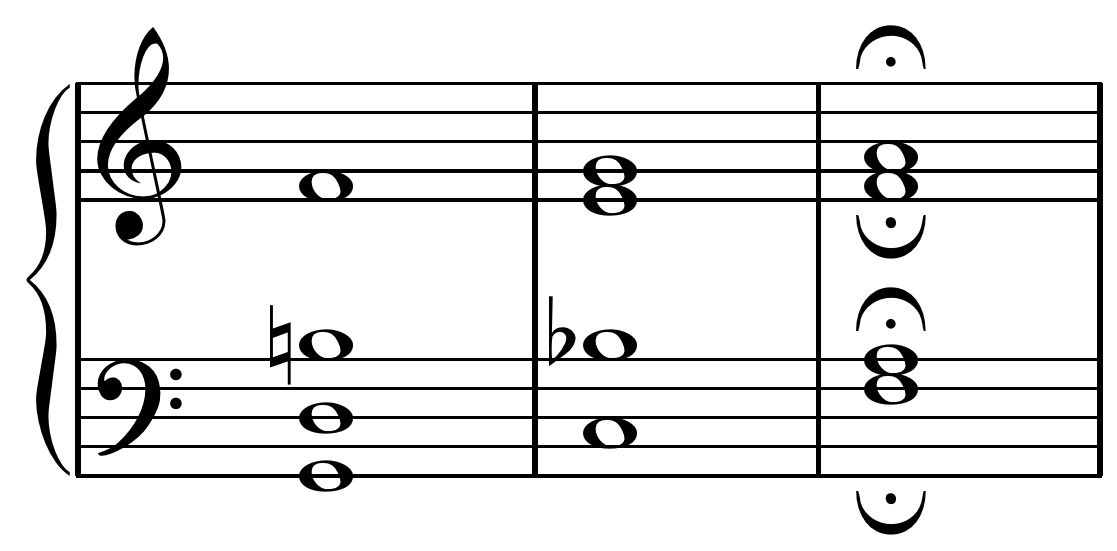
連続する七の和音：副次的属和声（セカンダリードミナントコード）。V7/V - V7 - I（G7-C7-F）。ただし、声部進行はB♮→B♭→Aで、1つ目の和音のFは3つ目の和音のFより27.26セントだけ低い。

バーバーショップの七度とは、バーバーショップ音楽を行う人が、バーバーショップ風アレンジやバーバーショップ音楽のパフォーマンスに用いられる短三長七の和音や属七の和音につけた名称である。「バーバーショップ風アレンジを行う人は、曲を『バーバーショップらしく』響かせるには、属七の和音がひとつの曲につき35%~60%含まれていたほうがよいと確信しており、このようにアレンジすれば、非常に最高の気分だと口にする。」
バーバーショップ音楽は、（完全五度へ解決する）ドミナントの機能を持つ短三長七の和音と持たない短三長七の和音の両方が使用され、ドミナントの機能を持つ短三長七の和音がよく連続する（セカンダリードミナント）のが特徴である。
1940年代初頭、バーバーショップ音楽リバイバル期のバーバーショップの歌手は、「意識的に属七の和音と主和音を純正音程に合わせ、両和音に共通する音ができるだけ多くなるようにすることで、『伸びのある歌声』『広大に響く歌声』『強固された歌声』『天使の歌声』と呼ばれる、ハーモニー豊かに響き渡る音を生み出した。」 この行為は、1944年に「Harmonizer」という雑誌の「Mechanics of Barbershop Harmony」というコラムにおいてMolly Reaganにより初めて肯定的に評価されたと思われる。バーバーショップの七度の例として、各音が100Hz、125Hz、150Hz、175Hz（25Hzを基音とした場合の第4倍音、第5倍音、第6倍音、第7倍音）になるよう合わせた属和音では、和音の根音から七度の音が「自然七度」となる。
バーバーショップの音楽には、神経をぞくぞくさせる和音がある...我々は和音をすべて「素晴らしい七和音」にするかもしれない！...我々の和音の音は正確に4:5:6:7の周波数比である。この周波数比により、倍音が倍音を強化するのである。不協和音は最小限であり、特有の音が響き渡る。どうやってこの和音に気付けるか？簡単だ。間違えようがない。証拠が分かりやすいからだ。この和音を聞けば、倍音が耳の中で鳴り響き、背筋が震え、腕に鳥肌が立ち、席で体がわずかにびくっとするだろう。—Art Merill
バーバーショップの七度のボイシングは、通常根音または五度音が最も低い音（バス）になるよう行われる。この密集和声の響きはバーバーショップ音楽の特徴のひとつである。
（バーバーショップの歌唱のように）バーバーショップの七度を純正律で調律した場合は、自然七の和音と呼ばれる。